# Sjaak Storm
Jacques Henri (Sjaak) Storm (Amsterdam, 1 augustus 1961) is een voormalig Nederlands voetballer. Storm kreeg zijn opleiding (1969-1978) en carrierestart (1978-1985) in Amsterdam bij Ajax, maar zijn grootste successen als keeper had hij bij FC Groningen (1985-1989). Na zijn voetbalcarrière werd hij keepertrainer.

## AFC Ajax
Storm werd in 1969 op achtjarige leeftijd lid van AFC Ajax. Na het doorlopen van de Jeugdopleiding debuteerde hij in het seizoen 1978/1979 als keeper in het Eerste elftal op 17-jarige leeftijd in de competitiewedstrijd Ajax-NEC (3-2) op 21 april 1979. Hij was zes seizoenen lang reservekeeper bij de Amsterdamse club. Storm was aanvankelijk de tweede doelman achter Piet Schrijvers, maar kreeg ook nog de in 1980 van ADO Den Haag overgekomen Hans Galjé voor zich. Bij de transfer van Galjé stond Storm (nog) niet open voor een transfer naar FC Den Haag, zoals de naam van de club toen nog was.
Storm onderbrak zijn 7-jarige periode bij Ajax tussen juli 1978 en juni 1985 met één seizoen bij Excelsior Rotterdam (1982/1983). Bij Excelsior was hij voor het eerst de vaste doelman, bij Ajax speelde hij tot dan toe totaal drie wedstrijden in de hoofdmacht. De ambitieuze Storm kreeg het steeds moeilijker met zijn rol als reservekeeper nadat Schrijvers (1978-1983) werd opgevolgd door Galjé (1980-1985). Daarnaast diende zich nog meer concurrentie aan door de positieve ontwikkeling van Stanley Menzo (1983-1985) en Fred Grim (1985). Wel werd Storm opgenomen in het Olympisch voetbalelftal voor de kwalificatiewedstrijden OS 1984.

## FC Groningen
Na ditmaal door Ajax circa een half seizoen (1984/1985) uitgeleend te zijn geweest aan Excelsior Rotterdam als eerste doelman verhuisde Storm half 1985 naar het noorden van Nederland waar hij vier seizoenen lang de vaste keeper was van FC Groningen. Hij speelde in totaal 134 wedstrijden voor Groningen. Met FC Groningen was Storm succesvol door onder meer in de UEFA cup Atlético Madrid uit te schakelen. De transfer van Ajax naar FC Groningen is later bij de zwartgeldaffaire bij FC Groningen nog onderwerp geworden van nader onderzoek. Storm trof hierbij geen blaam. Op 16 oktober 1988 speelde Storm zijn laatste duel voor FC Groningen in een thuiswedstrijd tegen streekrivaal BV Veendam (uitslag 1 - 3), waarbij hij zich wegens een vermeende blessure na 16 minuten liet vervangen door reservekeeper Johan Tukker. Door twee zwakke momenten van Storm bij voorzetten was de stand na tien minuten al 0 - 2. De rest van het seizoen is hij niet meer aan spelen toegekomen. In 1989 keerde hij terug naar Ajax.

## Terug naar Ajax en SC Heerenveen
Storm keerde terug naar Ajax als keeper naast Menzo in het seizoen 1989/1990. Ajax was op zoek naar een doelman voor de eerste selectie omdat Lloyd Doesburg was overleden bij de SLM vliegramp. Menzo kreeg de voorkeur boven de gehuurde Storm, maar in dit seizoen speelde Storm wel zes wedstrijden in de hoofdmacht van de club uit Amsterdam vanwege blessures bij Menzo. Hij kreeg hierbij de voorkeur boven de jonge Edwin van der Sar. Hierna kwam zijn contractsituatie in een impasse. Storm wilde graag een stap maken, maar stond officieel nog onder contract bij Groningen. Daar werd hij echter niet meer in de selectie opgenomen. Storm ging begin 1992 weer bij Groningen trainen en kreeg een nieuw contract aangeboden door FC Groningen, dat hem direct verhuurde aan SC Heerenveen. In 1992 sloot hij zijn loopbaan als profvoetballer af bij SC Heerenveen. Vanaf 1992 tot en met 2007 fungeerde Storm als keeperstrainer van het eerste elftal van de Friese club, daarnaast heeft hij vele jaren vorm gegeven aan de opleiding van jeugdkeepers bij Heerenveen.

## Statistieken

### Clubstatistieken
| Seizoen | Club            | Land      | Competitie     | Wed. | Goals |
| ------- | --------------- | --------- | -------------- | ---- | ----- |
| 1978/79 | AFC Ajax        | Nederland | Eredivisie     | 1    | 0     |
| 1979/80 | AFC Ajax        | Nederland | Eredivisie     | 1    | 0     |
| 1980/81 | AFC Ajax        | Nederland | Eredivisie     | 0    | 0     |
| 1981/82 | AFC Ajax        | Nederland | Eredivisie     | 0    | 0     |
| 1982/83 | AFC Ajax        | Nederland | Eredivisie     | 0    | 0     |
| 1982/83 | → SBV Excelsior | Nederland | Eredivisie     | 34   | 0     |
| 1983/84 | AFC Ajax        | Nederland | Eredivisie     | 1    | 0     |
| 1984/85 | AFC Ajax        | Nederland | Eredivisie     | 0    | 0     |
| 1984/85 | → SBV Excelsior | Nederland | Eredivisie     | 9    | 0     |
| 1985/86 | FC Groningen    | Nederland | Eredivisie     | 33   | 0     |
| 1986/87 | FC Groningen    | Nederland | Eredivisie     | 26   | 0     |
| 1987/88 | FC Groningen    | Nederland | Eredivisie     | 21   | 0     |
| 1988/89 | FC Groningen    | Nederland | Eredivisie     | 9    | 0     |
| 1989/90 | → AFC Ajax      | Nederland | Eredivisie     | 6    | 0     |
| 1990/91 | FC Groningen    | Nederland | Eredivisie     | 0    | 0     |
| 1990/91 | → sc Heerenveen | Nederland | Eredivisie     | 7    | 0     |
| 1991/92 | FC Groningen    | Nederland | Eredivisie     | 0    | 0     |
| 1991/92 | → sc Heerenveen | Nederland | Eerste divisie | 9    | 0     |
| Totaal  | Totaal          | Totaal    | Totaal         | 157  | 0     |

### Nederland –21
Op 24 maart 1981 debuteerde Storm voor Nederland –21 in een vriendschappelijke wedstrijd tegen België –21.
| Interlands van Sjaak Storm Nederland –21 | Interlands van Sjaak Storm Nederland –21 | Interlands van Sjaak Storm Nederland –21 | Interlands van Sjaak Storm Nederland –21 | Interlands van Sjaak Storm Nederland –21 | Interlands van Sjaak Storm Nederland –21 |
| №                                        | Datum                                    | Wedstrijd                                | Uitslag                                  | Soort Wedstrijd                          | Doelpunten                               |
| Als speler bij AFC Ajax                  | Als speler bij AFC Ajax                  | Als speler bij AFC Ajax                  | Als speler bij AFC Ajax                  | Als speler bij AFC Ajax                  | Als speler bij AFC Ajax                  |
| ---------------------------------------- | ---------------------------------------- | ---------------------------------------- | ---------------------------------------- | ---------------------------------------- | ---------------------------------------- |
| 1.                                       | 24-03-1981                               | Nederland – België                       | 0 – 4                                    | Vriendschappelijk                        | 0                                        |
| 2.                                       | 23-02-1982                               | Wales – Nederland                        | 0 – 2                                    | Vriendschappelijk                        | 0                                        |
| Als speler bij SBV Excelsior             |                                          |                                          |                                          |                                          |                                          |
| 3.                                       | 31-08-1982                               | IJsland – Nederland                      | 1 – 1                                    | Kwalificatie EK 1984                     | 0                                        |
| Als speler bij FC Groningen              |                                          |                                          |                                          |                                          |                                          |
| 4.                                       | 10-09-1985                               | Zwitserland – Nederland                  | 3 – 1                                    | Vriendschappelijk                        | 0                                        |